# ۱-هپتانول
۱-هپتانول (به انگلیسی: 1-Heptanol) یک ترکیب شیمیایی با شناسه پاب‌کم ۸۱۲۹ است. 